# Mullica Hill
Mullica Hill – jednostka osadnicza w Stanach Zjednoczonych, w stanie New Jersey, w hrabstwie Gloucester.